# Maiduguri
Maiduguri er en by i det nordøstlige Nigeria, med et indbyggertal (pr. 2007) på cirka 1.197.000. Byen blev grundlagt i 1907 og har en overvejende muslimsk befolkning. Under Muhammedkrisen i 2005 blev Maiduguri skueplads for voldsomme demonstrationer og optøjer rettet mod Jyllands-Posten og Danmark. 
11°50′N 13°9′Ø / 11.833°N 13.150°Ø